# Nižné Strelecké plesá

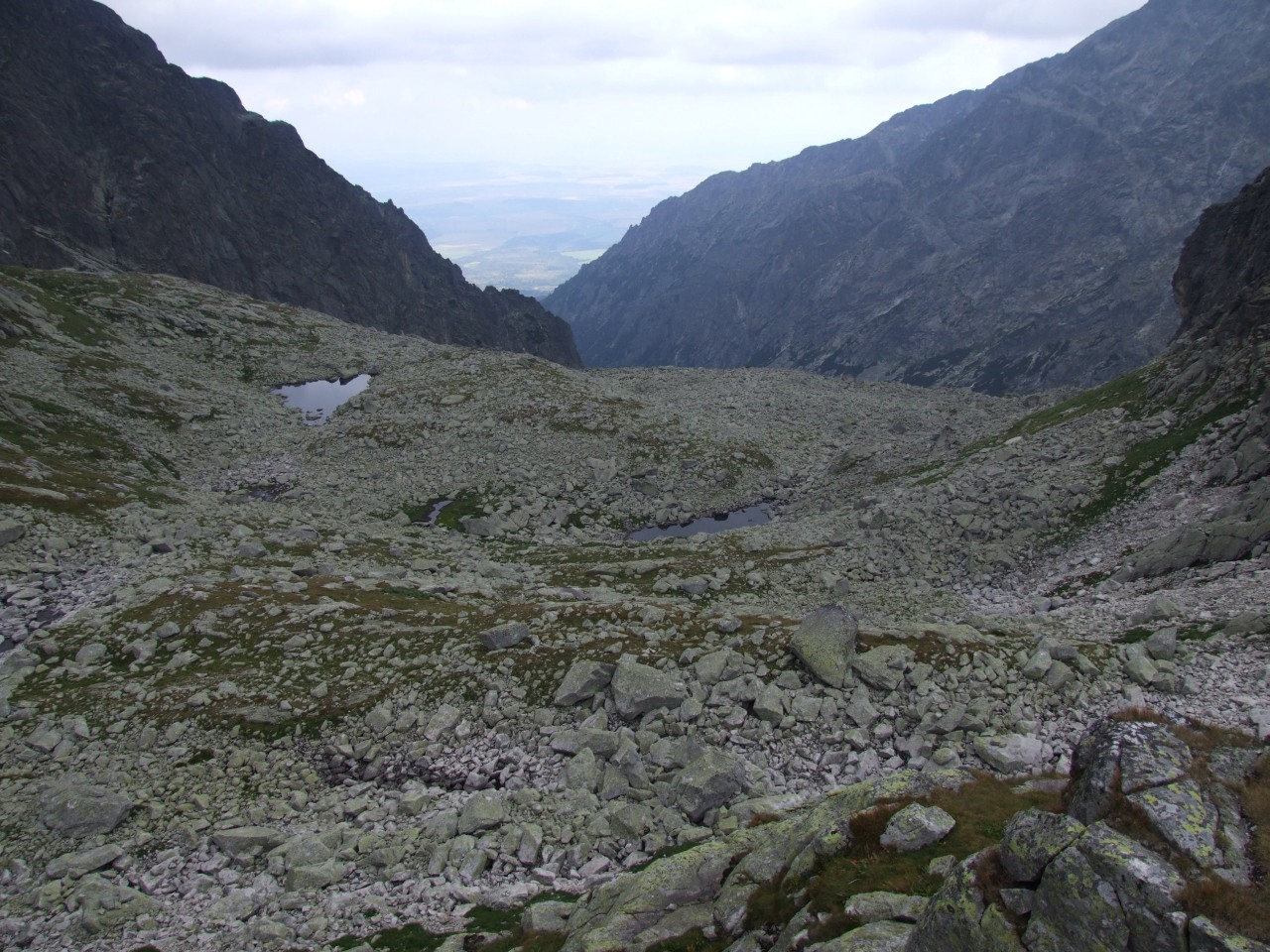
(Nižné) Strelecké plesá – vlevo Nižné Strelecké pleso, vpravo Vyšné Strelecké pleso

Nižné Strelecké plesá někdy jen Strelecké plesá (polsky Strzeleckie Stawy, německy Aschloch-Seen nebo Jägerbreitenseen, maďarsky Hagymás-tavak nebo Vadász-lejtő-tavak) je soubor tří ledovcových jezer, nacházejících se ve Vysokých Tatrách pod Streleckou vežou na konci Veľké studené doliny nad Zbojníckou chatou. Nachází se v nadmořské výšce okolo 2013 – 2021 m. Německé a maďarské pojmenování pochází, podobně jako v případě Sivých ples, od česneku šerého a pažitky pobřežní, rostoucích v okolí, což připomíná, že tyto dvě skupiny ples byly do poloviny 19. století označované jako skupina jedna. Označení ples Nižné Strelecké pleso a Vyšné Strelecké pleso nereflektuje nadmořskou výšku, ale vzdálenost od ústí Veľké Studené doliny. Pojmenování Strelecké plesá může zahrnovat i dvě výše položená Strelecké oká.

## Plesa
| č.  | název                 | slovensky             | polsky                | rozloha (ha) | délka (m) | šířka (m) | m.hl. (m) | objem (m³) | n.v. (m) | Souřadnice                       |
| --- | --------------------- | --------------------- | --------------------- | ------------ | --------- | --------- | --------- | ---------- | -------- | -------------------------------- |
| I   | Nižné Strelecké pleso | Nižné strelecké plesá | Niżni Strzelecki Staw | 0,1255       | —         | —         | 4,4       | 1 799      | 2 021    | 49°11′03″ s. š., 20°11′00″ v. d. |
| II  | Vyšné Strelecké pleso | Nižné strelecké plesá | Wyżni Strzelecki Staw | 0,0500       | —         | —         | 0,6       | 85         | 2 013    | 49°11′02″ s. š., 20°10′52″ v. d. |
| III | malé Strelecké pleso  | —                     | —                     | 0,0100       | —         | —         | 0,4       | [ 5 ]      | 2 020    | 49°11′04″ s. š., 20°10′55″ v. d. |